# Leistungsverzeichnis

Muster Leistungsverzeichnis

Ein Leistungsverzeichnis (kurz LV) ist Bestandteil einer Leistungsbeschreibung und beschreibt in Form von Teilleistungen eine im Rahmen eines Auftrages zu erbringende Gesamtleistung. Bereits für die Ausschreibung kann die Leistung durch das Leistungsverzeichnis beschrieben werden. Alternativ gibt es die Leistungsbeschreibung nach Leistungsprogramm.
Die Teilleistungen des Leistungsverzeichnisses werden oft als Positionen bezeichnet. Häufig wird das Leistungsverzeichnis durch eine allgemeine Beschreibung des Vertragsgegenstandes ergänzt. Leistungsverzeichnisse sind Grundlage der Aufträge in zahlreichen Branchen. In vielen Bereichen werden Leistungsverzeichnisse durch bestehende Regelwerke, Normen und Vorschriften ergänzt. Teilweise werden auch vereinheitlichte Textbausteine zur Beschreibung der Leistungen verwendet. Zum Beispiel im Bau-, Baunebengewerbe und in der Haustechnik.
Im Regelfall wird ein Leistungsverzeichnis hierarchisch in Gruppenstufen gegliedert (z. B. Los, Gewerk, Abschnitt, Titel), in denen dann unter Ordnungszahlen die verschiedenen Teilleistungen aufgeführt sind.
Die Vorteile des Leistungsverzeichnisses sind im Allgemeinen die klare und vollständige Darstellung des gesamten Vertrags-Solls, auch als Grundlage für die Einholung mehrerer vergleichbarer Angebote im Wettbewerb und die nachfolgende Erstellung eines Preisspiegels.
Innerhalb eines Leistungsverzeichnisses werden verschiedene Teilleistungen, auch Positionen genannt, unterschieden:
- Leistungsposition oder Ausführungsposition: Position, die eine auszuführende Leistung beschreibt.
- Grundposition: Bezugsposition, auf die sich Alternativ- oder Zulagepositionen beziehen.
- Alternativposition oder Wahlposition: Position, die sich der Auftraggeber zusätzlich anbieten lässt und für deren Ausführung er sich – in der Regel vor Vertragsabschluss – anstelle der zugehörigen Grundposition entscheiden kann.
- Zulageposition: Position, mit der die Leistung einer Grundposition ergänzt wird.
- Eventualposition oder Bedarfsposition: Leistung, die erfahrungsgemäß erforderlich wird, über deren Notwendigkeit zum Zeitpunkt der Ausschreibung aber noch keine Festlegung getroffen werden kann. Die öffentlichen Vergabeordnungen schließen Bedarfspositionen aus. Falls unvermeidbar, sind sie als solche zu kennzeichnen, und ihr Gesamtwert sollte unter 10 % der Auftragssumme bleiben.
- Leitposition: Leistung, die in nachfolgenden Positionen näher beschrieben wird.

Ein Leistungsverzeichnis ist tabellarisch aufgebaut und besteht aus folgenden Teilen:
- Positions-Nummer
- Mengenangabe
- Mengeneinheit
- Text, der meistens aus einem Langtext und einem Kurztext besteht. Der Kurztext wird zum Beispiel bei der Rechnung wieder verwendet.
- Einheitspreis (EP)
- Gesamtpreis (GP), der sich aus Multiplikation von Menge und Einheitspreis ergibt.

Für die Erstellung von Leistungsverzeichnissen verwendet man heutzutage im professionellen Bereich spezielle Software. Besonders im Bauwesen, wo Leistungsverzeichnisse für die Ausschreibung von Bauleistungen üblich sind, haben sich sogenannte AVA-Systeme etabliert. Dabei steht AVA als Akronym für die Prozesse Ausschreibung, Vergabe und Abrechnung. Umfangreiche dynamisch zu generierende Texte werden dabei vom Gemeinsamen Ausschuss Elektronik im Bauwesen zur Verfügung gestellt. Leistungsverzeichnisse werden im Bauwesen überwiegend elektronisch ausgetauscht. Dafür stellt der GAEB ein entsprechendes Datenaustauschverfahren für Deutschland und die ÖNORM ein entsprechendes Datenaustauschverfahren für Österreich zur Verfügung.
Öffentliche Ausschreibungen unterliegen dem komplizierten Vergaberecht, das zahlreiche verschiedene Fälle unterscheidet. Danach ist zum Beispiel bei Bauleistungen nach § 7 Abs. 1 Nr. 1 VOB/A die Leistung eindeutig und so zu beschreiben, dass alle Bewerber die Beschreibung im gleichen Sinne verstehen müssen und ihre Preise sicher und ohne umfangreiche Vorarbeiten berechnen können. Nach § 7 Abs. 1 Nr. 1 VOB/A ist erforderlichenfalls die Leistung auch zeichnerisch oder durch Probestücke darzustellen oder anders zu erklären. Im Leistungsverzeichnis dürfen nach VOB seit 2007 keine Hersteller und Produktbezeichnungen genannt werden.
Im Vergaberecht ist auch die Vergabe selbst geregelt.